# 六巴对囊蕨
六巴对囊蕨（学名：Deparia acuta var. liubaensis）也称为六巴蛾眉蕨，为蹄盖蕨科对囊蕨属下的一个变种。